# Споменик Зорану Ђинђићу у Прокупљу
Споменик Зорану Ђинђићу у Прокупљу први је споменик подигнут у знак сећања на премијера Србије, убијеног у атентату 12. марта 2003. Споменик је откривен на свечаности одржаној 1. августа 2007. године, на 55-годишњицу рођења Зорана Ђинђића. Подигнут је у Прокупљу, према жељи његове мајке, Миле Ђинђић, јер породица Ђинђић потиче из Топличког краја. Споменик је постављен испред „Спортске хале Др Зоран Ђинђић”, саграђене 2005. године.

## Опис споменика
Споменик Зорану Ђинђићу је поклон вајара Здравка Јоксимовића мајци убијеног премијера, Мили Ђинђић. Споменик је приказује Ђинђића у природној величини, у ходу, са испруженом руком спремном за руковање. Јоксимовић је скулптуру вајао осам месеци.
Према речима аутора, идеја је била да говор тела буде такав да Ђинђић буде препознатљив у гесту, са испруженом руком спремном за руковање, која представља метафору: "није само да се рукује, него иде напред, рука идеје и визије".
Зоран Ђинђић је приказан "као човек у ходу, који жури, који има испред себе нешто да оствари, који има посла преко главе, и нема времена да се осврће... пун енергије, ритма..."
Споменик је постављен у Прокупљу по жељи Миле Ђинђић, Зоранове мајке, а иницијативу је својим потписима подржало 3000 грађана.
Сви трошкови изградње споменика, укључујући и вајарев рад, плаћени су искључиво средствима из донација. Новац су донирали Мила Ђинђић, група грађана, пријатељи Зорана Ђинђића, а мајстори нису наплатили рад. Општина је уступила део земљишта на којем се споменик налази.
Мила Ђинђић, мајка убијеног премијера, је о подизању споменика рекла:
| „ | Овај споменик ми значи живот, то није била мала ствар, није било једноставно доћи до тога, много је требало труда и муке, али сам ја успела уз помоћ пријатеља. | ” |

## Откривање споменика
Споменик је откривен на 55-годишњицу рођења Зорана Ђинђића, а статуа се налази испред спортске хале која носи његово име. Откривању су присуствовали Ђинђићеве мајка и сестра, тадашњи председник Србије и Демократске странке Борис Тадић, вицепремијер Божидар Ђелић, председник Скупштине Оливер Дулић и министри Расим Љајић и Драган Шутановац, опозиционе политичарке Весна Пешић, Наташа Мићић, Жарко Кораћ, представници дипломатског кора, међу којима је био и амерички амбасадор Мајкл Полт, као и бројни грађани. Споменик је открила мајка Мила Ђинђић, а глумац Сергеј Трифуновић читао је поруке убијеног премијера, цитате из његових говора и интервјуа.
Током церемоније откривања споменика у холу Спортског центра отворена је изложба фотографија о Зорану Ђинђићу, премијеру и партијском лидеру.
Део говора Владимира Јовановића, тадашњег председник општине Прокупље, током церемоније откривања споменика:
| „ | Данас на дан његовог рођења ми откривамо први споменик у Србији и неко ће рећи да место можда није баш прикладно, да је трг мали, али нека зна да се вара из два разлогa: први, то је жеља његове мајке, други - ова хала иза нас носи његово име. | ” |

## Галерија
- Церемонија отварања споменика 1. августа 2007. године
- Мила Ђинђић открива споменик
- Мила Ђинђић и председник општине Прокупље Владимир Јовановић поред споменика
- Сергеј Трифуновић чита цитате из говора Зорана Ђинђића
- Говор Гаша Кнежевића током церемоније
- Ђинђић међу окупљеним грађанима
- Борис Тадић по завршетку церемоније, окружен новинарима

- Спортска хала „Др Зоран Ђинђић”